# Magret
Il magret (dall'occitano magret, diminutivo di magre, it. magro) è un filetto di carne magra, tagliata a partire dal petto (muscoli pettorali) di un'oca o di un'anatra, ingrassata mediante tecniche di alimentazione forzata (fr. gavage), le stesse con le quali si producono confit de canard e foie gras. Viene cucinato in padella, con l'esterno ben cotto e l'interno crudo o rosato, e poi servito tagliato a fette. Può inoltre essere cotto a fette sulla piastra, affumicato, o essiccato.

## Definizione

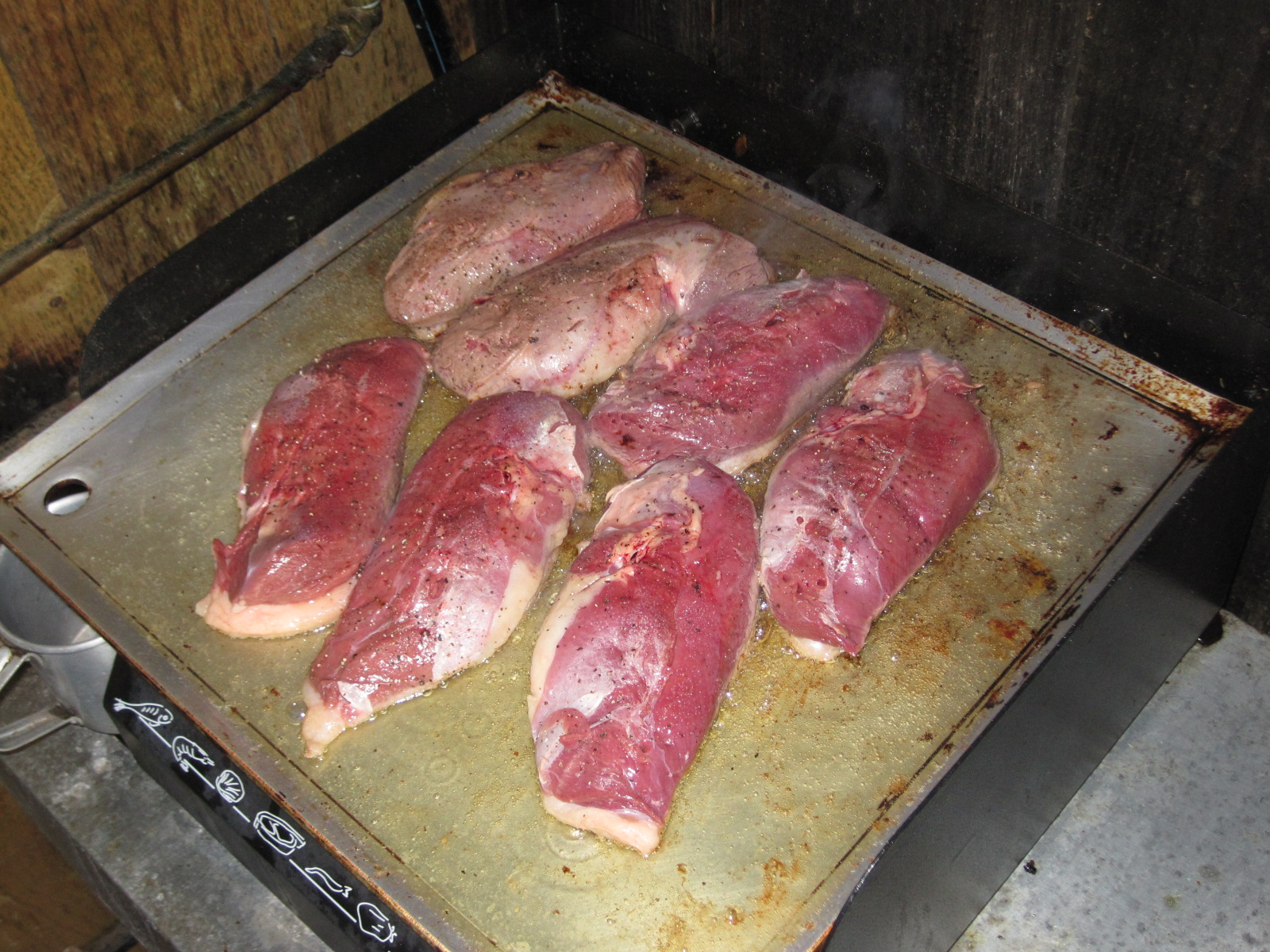
Magret di anatra delle Landes alla piastra durante la cottura

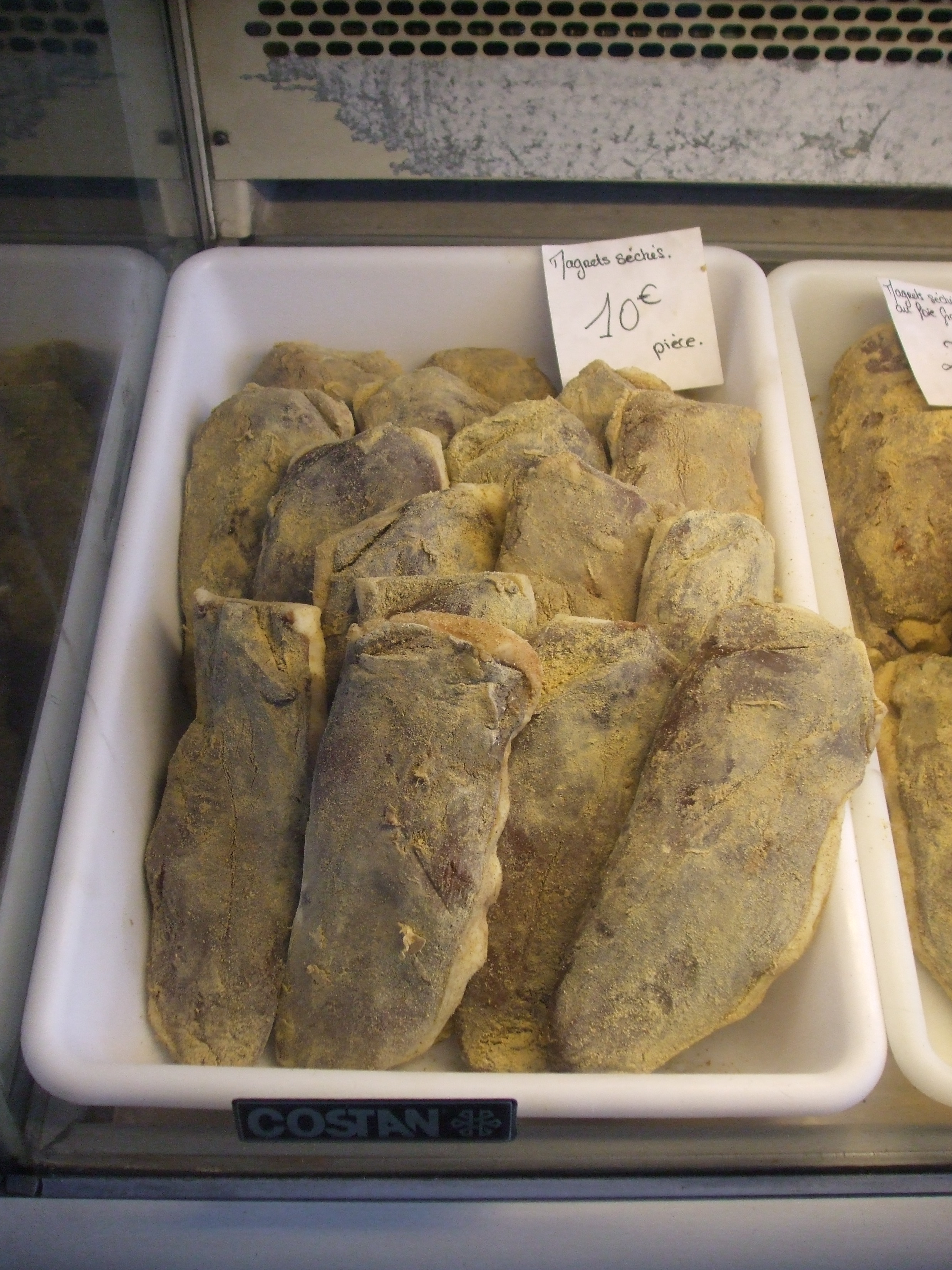
Magret secco al mercato di Brive-la-Gaillarde.

Questa precisazione a proposito dell'anatra grassa (o ingrassata artificialmente) permette di distinguere il magret dal filetto o dal semplice petto. Con il taglio dell'anatra, il magret si stacca dalla carena lasciando al di sopra una linguetta di carne magra molto fine, detta aiguillette. Priva di pelle, è più magra e fragile del magret e si presta bene per ricette grigliate o in salsa (al pepe verde, al miele o all'aceto balsamico).

## Storia
Benché paia sia stato noto da molto tempo, il magret è una recente invenzione. Tradizionalmente l'anatra viene preparata in confit, più raramente arrostita intera. Fu André Daguin, chef dell'Hôtel de France di Auch, che per primo intuì questo modo di preparare i filetti di anatra, nel 1959, e poi nel 1965, con la sua ricetta "al pepe verde". Egli promosse l'impiego del termine francesizzato maigret, dal guascone magret, prima che quest'ultimo si imponesse nell'uso comune..

## Abbinamento cibo/vino
Tradizionalmente, questa pietanza si accompagna con un corposo vino rosso.